# Dysfonction sexuelle liée aux médicaments ISRS
La dysfonction sexuelle post-ISRS (Post-SSRI Sexual Dysfunction, PSSD), également connue sous le nom de syndrome post-ISRS, est une pathologie iatrogène (induite par un médicament) causée par les inhibiteurs sélectifs de la recapture de la sérotonine (tels que les antidépresseurs ISRS, IRSN et certains tricycliques). Elle se caractérise par des dysfonctionnements sexuels, cognitifs et émotionnels apparaissant pendant l'administration du médicament, ou plus rarement à l'arrêt de celui-ci, et persistant pendant une durée indéfinie (mois, années, voire de manière irréversible) après l'interruption du traitement.
Bien que les premiers rapports de pharmacovigilance remontent à 1991, ce n'est que ces dernières années qu'un nombre croissant de témoignages et de preuves scientifiques a conduit à sa reconnaissance par la communauté médicale et les autorités sanitaires. À ce jour, aucun traitement n'a été identifié pour ce syndrome et son étiologie, sa fréquence ainsi que ses facteurs de risque n'ont pas été déterminés avec certitude.

## Manifestations
Malgré son nom, cette condition ne se limite pas à des symptômes liés à la sphère sexuelle. Elle est souvent associée à des déficits cognitifs ainsi qu'à une diminution de la capacité à ressentir du plaisir et des émotions en général. Les troubles de la sexualité en sont simplement les manifestations les plus évidentes d’une difficulté émotionnelle plus large. Ces symptômes peuvent se manifester pendant la prise du traitement, persister après son interruption ou encore s’aggraver ou apparaître à l’arrêt du traitement.
Les symptômes les plus courants, qui peuvent varier en intensité et se présenter ensemble ou séparément, incluent :
1. Diminution ou perte du désir sexuel : cela peut inclure une baisse ou une disparition du plaisir lié à la sexualité, des fantasmes érotiques, du désir de rapports sexuels ou du besoin de répondre aux besoins physiques associés à la sexualité, comme la masturbation[6].
2. Hypoesthésie génitale : réduction ou perte de la sensibilité tactile et thermique dans les zones génitales, telles que le pénis, le vagin et les mamelons. Diminution ou disparition des réflexes nerveux dans la région génitale, tels que les réflexes crémastérien et bulbocaverneux[7].
3. Engourdissement émotionnel : diminution de la capacité à ressentir des émotions (anhédonie), des sensations hédoniques et des liens affectifs (y compris le désir d’intimité de couple); apathie, manque de motivation et perte d’intérêt pour des activités autrefois gratifiantes. Sentiment constant de « détachement » et d’aliénation[6].
4. Dysfonction érectile et réduction de la lubrification vaginale : chez les hommes, difficulté à maintenir une érection, qu’elle soit d’origine psychogène (pensées érotiques) ou liée à une stimulation physique, accompagnée d’une diminution des érections spontanées nocturnes et matinales (souvent utilisées comme indicateur pour distinguer une dysfonction sexuelle psychogène d’une cause organique). Chez les femmes, réduction de la lubrification et de la congestion génitale;[6]
5. Anhédonie orgasmique : réduction ou absence de plaisir associé à l’orgasme, même si les réflexes musculaires sont conservés.
6. Difficulté à atteindre l’orgasme (anorgasmie) ou éjaculation précoce, syndrome d’excitation sexuelle persistante chez les femmes (PGAD). Réduction du volume et de la puissance de l’éjaculation[8].
7. Déficits cognitifs : sensation de confusion ou brouillard mental (mental fog), difficultés d’apprentissage et de mémoire, diminution de la capacité créative ; réduction de l’activité onirique, y compris les rêves érotiques[7].

La durée des symptômes est variable, avec des cas rapportés allant de quelques mois à plusieurs décennies. Ce trouble a un impact négatif significatif sur la qualité de vie des individus concernés, qui parviennent généralement à distinguer ces symptômes de ceux similaires causés par d'autres conditions dépressives ou psychiatriques sous-jacentes,.

## Prévalence et facteurs de risque

### Prévalence
En raison du manque d'études prospectives à grande échelle visant à examiner systématiquement la fréquence des dysfonctionnements sexuels persistants à la suite d'un traitement par inhibiteurs sélectifs de la recapture de la sérotonine (ISRS), il n'existe pas de données définitives sur la prévalence du syndrome ni sur les facteurs qui contribuent à son développement. On suppose que la prévalence réelle est sous-estimée en raison de l’absence de critères diagnostiques précis, de la faible reconnaissance du syndrome par les spécialistes et les autorités sanitaires, de la superposition des symptômes avec ceux d'autres pathologies psychiatriques, favorisant ainsi une interprétation psychodynamique des symptômes, ainsi que des difficultés des patients à en parler en raison de la stigmatisation liée aux dysfonctionnements sexuels. Des appels ont donc été lancés pour des études épidémiologiques post-commercialisation.
Bien que la majorité des individus retrouvent une fonction sexuelle normale après l'arrêt d'un traitement par ISRS/SNRI, certaines études suggèrent qu'une part significative des patients peut ressentir, même sous une forme légère, des dysfonctionnements persistants.
Dans une étude de 1999, un groupe de patients traités pour dépression par un ISRS, et présentant des dysfonctionnements sexuels induits par ce médicament, a été invité à passer à l'amineptine, un antidépresseur associé à une très faible incidence d'effets secondaires sexuels. Après 6 mois, 55 % de ces patients présentaient encore des dysfonctionnements sexuels, tandis que seuls 4 % des patients traités exclusivement par l'amineptine (sans exposition préalable à un ISRS) rapportaient des dysfonctionnements sexuels.
Dans trois grandes études en double aveugle contre placebo, visant à démontrer les effets bénéfiques des ISRS dans le traitement de l'éjaculation précoce, il a été observé que l'effet retardateur sur l'éjaculation persistait (pendant plus de 6 mois) après l'arrêt du médicament chez une large proportion de patients (plus de 60 %), indiquant que ces médicaments pourraient induire des altérations persistantes de la fonction sexuelle,,.
Une étude menée par Tanrikut et al. en 2010, examinant les effets de la paroxétine sur le sperme, a également évalué la fonction sexuelle avant, pendant et après un traitement de cinq semaines. Quatre semaines après l'arrêt du médicament, les scores du Brief Sexual Function Inventory for Urology (BSFI) – un questionnaire standardisé pour évaluer la fonction érectile et éjaculatoire – n'étaient pas revenus à leur niveau prétraitement, et 9 % des patients déclaraient des dysfonctionnements notables.
En 2019, la première étude spécifiquement destinée à évaluer la prévalence des dysfonctionnements sexuels persistants chez des adultes traités par ISRS a révélé que 52,6 % des participants (évalués à l’aide de questionnaires standardisés) rapportaient des dysfonctionnements sexuels significatifs qu’ils ne présentaient pas avant le traitement. Les chercheurs ont souligné que certains biais, comme la taille de l'échantillon et le design de l'étude, pourraient avoir influencé ces résultats, mais ils notent que 23,6 % des participants ont signalé une hypoesthésie persistante des organes génitaux et des mamelons, un symptôme caractéristique non associé à d'autres pathologies observées chez ces sujets.
En 2020, une étude rétrospective portant sur un large échantillon de patients traités par ISRS entre 2009 et 2019 dans une clinique urologique a révélé que 4 % des hommes répondaient aux critères de la PSSD (Post-SSRI Sexual Dysfunction), avec des symptômes persistants pendant plus de 6 mois après l'arrêt du traitement.
En 2024, une étude rétrospective sur environ 2 000 jeunes ayant été traités par divers médicaments, y compris des ISRS et/ou des thérapies hormonales, a révélé que 13,2 % de ceux ayant pris un ISRS présentaient une hypoesthésie génitale persistante (PPTGH, un symptôme caractéristique de la PSSD), contre 0,9 % de ceux traités par d’autres médicaments hormonaux ou antidépresseurs.

### Dysfonctionnements en cours de traitement
Il est très fréquent que les patients sous antidépresseurs ISRS (et également SNRI) rapportent des effets secondaires sur la fonction sexuelle, tels que la dysfonction érectile chez l’homme, la difficulté de lubrification chez la femme, l’incapacité à atteindre l’orgasme, une diminution de la libido et du plaisir sexuel, et plus rarement, une réduction de la sensibilité génitale,.
La proportion de personnes souffrant de ces effets secondaires varie selon les études : les premières estimations indiquaient une prévalence de 8 à 14 % (chiffres sous-estimés en raison de la réticence des patients à signaler ces effets et de l’absence de questionnement spécifique de la part des médecins en raison de la stigmatisation des troubles sexuels). Les études post-commercialisation actuelles situent cette proportion à environ 70 %, certaines atteignant même 100 % dans des cas spécifiques.
Un travail de recherche mené en 2009 par l’Université d’Oxford a montré que les ISRS provoquent chez la majorité des patients une atténuation émotionnelle, se manifestant par une apathie et une diminution de la capacité à ressentir de l’empathie ou des émotions positives. Certains patients ont même développé des idées suicidaires, et un individu s’est infligé des actes d’automutilation dans l’espoir de ressentir des émotions. Ces patients étaient capables de distinguer les déficits émotionnels induits par le traitement de ceux liés à leur dépression sous-jacente,. D'autres études ont montré que les ISRS, ainsi que les antidépresseurs tricycliques (dans une moindre mesure), réduisent les sentiments d'amour et d'attachement envers le partenaire, en particulier chez les hommes. Dans d'autres études, la sensibilité tactile de la peau génitale a été mesurée à l'aide de stimulations électriques, et il a été constaté qu'elle était significativement réduite pendant l'administration d'ISRS, ce qui ne pouvait être expliqué par des causes psychologiques.
La diminution de la libido, la dysfonction érectile et la baisse d'intérêt pour les activités agréables et quotidiennes sont des symptômes typiques de diverses pathologies anxio-dépressives, notamment lorsqu'elles sont sévères. Cependant, la perte de libido et des réflexes automatiques, la difficulté à atteindre l'orgasme, l'anesthésie génitale et l'émoussement émotionnel semblent être des caractéristiques spécifiques des médicaments sérotoninergiques.

### Facteurs de risque
Les facteurs de risque de développement de la PSSD ne sont pas encore clairement définis. Il n'est pas établi si la durée du traitement ou un médicament spécifique augmente le risque. Des cas ont été signalés après seulement quelques semaines de traitement.
Dans une étude rétrospective réalisée en 2021 sur 135 sujets atteints de PSSD, il a été observé que la majorité étaient de jeunes hommes hétérosexuels ayant suivi un traitement avec des doses moyennes à élevées d'un ISRS. Parmi eux, 118 ont développé des dysfonctions sexuelles au cours du traitement, tandis que 17 les ont manifestées uniquement après l'arrêt du médicamenté.
Des études indiquent que l’exposition des jeunes adultes aux ISRS peut modifier durablement leur comportement sexuel à l’âge adulte, diminuant leur désir et leur fréquence de masturbation par rapport aux individus non exposés.
En maiociété pharmaceutique Eli Lilly, productrice de la fluoxétine, a répondu favorablement à la demande du Comité des médicaments à usage humain (CHMP) de publier les données en leur possession concernant l'effet de l'exposition à la fluoxétine chez les jeunes sur des paramètres tels que la maturation sexuelle, les niveaux hormonaux, le développement pubertaire et la toxicité reproductive . Bien que les résient montré une interférence avec la croissance et certains paramètres hormonaux, les résultats définitifs complets n'ont pas été publiés,.

## Diagnostic et signalement
En mai 2019, le Comité d’évaluation des risques en matière de pharmacovigilance (PRAC) de l’Agence européenne des médicaments (EMA), après un examen de la littérature sur le syndrome de dysfonction sexuelle persistante (PSSD) ainsi que des signalements spontanés, a publié une recommandation. Celle-ci exige que toutes les entreprises pharmaceutiques fabriquant des ISRS et des IRSN mettent à jour leurs notices d’information pour inclure la mention suivante : « Dans certains cas, des symptômes de dysfonction sexuelle peuvent persister après l’arrêt du traitement. » Cette décision reconnaît ainsi officiellement la pathologie. Des recommandations similaires ont été émises par les autorités réglementaires du Canada, de Hong Kong et du UK.
Cependant, la possibilité d’apparition de dysfonctions sexuelles persistantes à la suite de l’utilisation d’un ISRS/IRSN n’est pas encore largement reconnue par les autorités sanitaires. En conséquence, cette éventualité n’est généralement pas mentionnée dans les directives cliniques, et aucun bulletin spécifique n’a été publié pour informer les spécialistes et les médecins généralistes. Cela entraîne des diagnostics erronés attribuant les dysfonctions sexuelles à des causes psychologiques et, par conséquent, des traitements inappropriés. De plus, les cas ne sont souvent pas signalés aux autorités de pharmacovigilance, entraînant une sous-estimation importante du phénomène. Il est donc crucial que tout cas suspecté de PSSD fasse l’objet d’un signalement auprès des autorités compétentes en pharmacovigilance,.
Les études soulignent la nécessité d’améliorer la communication entre les médecins et les patients sur les effets secondaires possibles des ISRS/IRSN sur la fonction sexuelle (notamment par le biais d’un consentement éclairé).

### Critères diagnostiques
Pour déterminer la présence de la PSSD, un protocole recommandé consiste en une consultation médicale et psychologique visant à évaluer des paramètres mesurables de la santé du patient (comme les altérations physiologiques ou fonctionnelles sexuelles) via des entretiens standardisés ou des examens spécialisés. Ce processus permet d’exclure d’autres facteurs pathologiques ou causes psychologiques,. À ce jour, aucun test diagnostique spécifique (par exemple, un test de laboratoire) ne permet de confirmer la présence de la pathologie. Les paramètres hormonaux classiques, tels qu’un faible taux de testostérone ou une augmentation de la prolactine, restent généralement dans les limites normales.
En octobre 2021, une étude menée par un vaste groupe de chercheurs internationaux a établi pour la première fois des critères diagnostiques pour la PSSD, basés sur des données publiées entre 2014 et 2018 et sur 428 cas cliniques:
Critères nécessaires :
- Traitement antérieur avec un inhibiteur sélectif de la recapture de la sérotonine (ISRS) ou un inhibiteur de la recapture de la sérotonine et de la noradrénaline (IRSN) ;
- Modification durable de la sensibilité tactile (hypoesthésie) ou érogène des organes génitaux après l’arrêt du traitement.

Critères supplémentaires :
- Réduction durable du désir sexuel ;
- Dysfonction érectile ou perte de lubrification vaginale ;
- Difficulté à atteindre l’orgasme ou diminution de la sensation de plaisir lors de l’orgasme ;
- Persistance des symptômes pendant plus de 3 mois après l’arrêt du médicament ;
- Dysfonctionnement du plancher pelvien et cystites interstitielles.

Certaines études signalent également des symptômes comme une hyperalgésie génitale, une diminution ou une absence des réflexes crémastériens et bulbocaverneux, une absence ou une réduction significative des érections spontanées et nocturnes. Les diagnostics incluent des dysfonctions érectiles mesurées par le questionnaire standardisé IIEF-5, des troubles du désir sexuel hypoactif (HSDD), des altérations détectées par le Quantitative Sensory Testing (QST, un test visant à analyser la sensibilité à divers stimuli sensoriels), un émoussement émotionnel (anédonie) et une fibrose des tissus érectiles associée à une diminution de leur élasticité, diagnostiquée par échographie.

## Étiologie
On ignore actuellement ce qui provoque le PSSD. Étant généré par des molécules qui inhibent la recapture de la sérotonine, le syndrome semble être lié à un mécanisme d’action spécifique. Cependant, peu d’études ont été menées pour évaluer dans quelle mesure et lesquelles des nombreuses modifications de la chimie neuronale et de la structure cérébrale induites par les ISRS/SNRI sont réversibles après l’arrêt du traitement,.
Diverses hypothèses ont été avancées quant à l’origine du syndrome. Il est suggéré que le PSSD pourrait être causé par un déséquilibre entre la sérotonine et la dopamine, des altérations de la sensibilité des récepteurs, des modifications de la synthèse de l’oxyde nitrique ou du système mélanocortinique. Étant donné que les ISRS peuvent modifier la production de neurostéroïdes, on suppose que dans le PSSD, comme dans le syndrome post-finastéride (PFS) avec lequel il partage de nombreux symptômes, le syndrome pourrait être lié à des modifications de la production et de la sensibilité à des neuro-hormones stéroïdiennes spécifiques qui régulent le comportement sexuel, notamment dans des régions cérébrales telles que l’hypothalamus, l’hippocampe et le cortex cérébral. Le professeur Healy propose que certains symptômes puissent résulter d’un effet toxique de ces médicaments sur les nerfs spinaux : des études sur des modèles animaux ont montré que la fluoxétine, même administrée sur une courte période, peut altérer durablement les propriétés bioélectriques des membranes cellulaires, contribuant potentiellement aux symptômes d’hypoesthésie génitale. D’autres chercheurs suggèrent un effet neurotoxique similaire à celui observé avec d’autres substances psychoactives capables de provoquer des symptômes analogues. Il a été observé que l’administration de médicaments inhibant la recapture de la sérotonine peut induire des changements épigénétiques dans le cerveau : le contrôle de l’expression génique, également modulé par les hormones stéroïdiennes, pourrait expliquer la persistance des symptômes à long terme après l’arrêt du médicament,.
La fluoxétine (Prozac), prototype des ISRS, a été classée comme une toxine reproductive par le Centre d’Évaluation des Risques pour la Reproduction Humaine (CERHR), un groupe d’experts affilié au National Institute of Environmental Health Sciences des National Institutes of Health.

### Résultats des études sur les animaux
Chez les animaux, les ISRS donnés à de jeunes rats pourrait entrainer une dysfonction éréctile permanente. Des expériences menées sur des rongeurs ont montré qu'un traitement chronique aux ISRS à un jeune âge entraîne une diminution permanente du comportement sexuel, même à l'âge adulte. Ces études ont mis en évidence de profondes altérations du fonctionnement du cerveau, telles que la réduction de l'enzyme limitant la vitesse de synthèse de la sérotonine (tryptophane hydroxylase) dans le raphé dorsal et l'expression du transporteur de la sérotonine (SERT) dans le cortex, l’altération de la sensibilité des récepteurs de la sérotonine et des changements dans l’expression des gènes liés à la dopamine, au glutamate, au GABA, au BDNF et aux facteurs inflammatoires,.
Il semble que la PSSD puisse être héritée d'une génération à l'autre, du moins chez les rongeurs, puisque l'exposition maternelle à la fluoxétine modifie la motivation sexuelle chez les souris mâles adultes, ce qui pourrait être dû à des altérations épigénétiques héréditaires. On ignore si les résultats obtenus chez les animaux peuvent être extrapolés aux êtres humains, mais les conséquences pourraient être similaires,.

## Traitements
Il n'y a actuellement aucun remède contre la dysfonction sexuelle liée aux ISRS, principalement parce que l'étiologie de ces troubles est mal comprise voire inconnue. De possibles traitements pour ces troubles induits par l'utilisation de ISRS ont été suggérés de manière théorique,,. Il existe une absence de tests validés par placebo pouvant valider l'un ou l'autre traitement. De tout ce qui a été entrepris, il semble se dégager des preuves de l'efficacité de certaines stratégies telles les inhibiteurs spécifiques des phosphodiestérases de type 5 (PDE5) (sildénafil) dans le cadre de troubles de l'érection (une étude a également prouvé une amélioration sur l'orgasme, mais sans aucun effet sur le désir), l'ajout de bupropione pour les baisses de libido, et pour d'autres troubles sexuels, un switch vers l'antidépresseur néfazodone (où il n'est pas interdit à cause de sa toxicité hépatique).
Des études psychiatriques semblent indiquer que le bupropion est le premier choix visant à restaurer une sexualité « normale » bien que cette stratégie ne fasse pas partie des usages pour lesquels ce médicament est destiné. À titre d'exemple, lorsque les patients sont toujours traités par ISRS, 36 % des psychiatres préfèrent switcher leur patients avec des troubles dus à ces ISRS vers le bupropion, tandis que 43 % préfèrent une stratégie d'augmentation avec leur prescription initiale. De fortes doses de bupropion peuvent être nécessaires avant de voir une quelconque amélioration (minimum 300 mg): une étude avec 31 patients utilisant une dose de 150 mg n'a montré aucune différence d'avec un placebo ou d'avec une sexothérapie, ou d'avec un traitement combiné tandis qu'une étude avec 234 patients prenant deux fois 150 mg  quotidiennement (soit 300mg) on constatés une amélioration significative. Ces améliorations ne concernaient que des patients encore sous ISRS, et non Post ISRI.
Dans le cadre de PSSD (Post-SSRI Sexual Dysfunction), une étude multimodale suggère une efficacité du buproprion, en conjonction avec d'autres stratégies, ce qui ne permet pas de conclure sur l'impact relatif de chaque stratégie . D'autres études restrospectives évoquent également des gains avec le bupropion, le vortioxetine, le complément EDOVIS,  et le traitement par stimulation vibrante, mais ne s'agissant pas d'études randomisées contrôlées, on ne peut en tirer des conclusions définitives.
D'autres stratégies (bien que non officiellement approuvées) incluent le pramipexole, le ropinirole, la yohimbine et d'autres molécules augmentant les niveaux sanguins de dopamine. Malheureusement, aucun test en double aveugle n'a encore été effectué. La cabergoline, un agoniste des récepteurs D2 parvint à restaurer pleinement un orgasme chez un tiers des patients anorgasmiques et partiellement chez un autre tiers.

### Résultats des études sur les animaux
Des études randomisées visent à tester des traitements sur des rongeurs mâle après avoir induit chez eux une dysfonction sexuelle par la paroxetine.
- Après avoir montré des effets aphrodisiaques sur des rats femelle[66], l'extrait aqueux d'anthonotha macrophylla (AEAML) a été testé sur des rats mâle auxquels on a provoqué une dysfonction sexuelle par la paroxetine. Les résultats obtenus ont été que l'AEMAML contient des agents bioactif aphrodisiaques qui pouvaient être une piste à explorer comme traitement [67].
- Le Pfaffia glomerata (ou racine de suma, ginseng brésilien) a également été testée dans le même cadre, avec un succès extrêmement significatif (p<0.001), avec un quasi retour au niveau du groupe contrôle sur tous les facteurs étudiés [68].
- L'extrait aqueux de racine de Carpolobia lutea a également été testé avec succès dans le même type d'étude [69].